# East Somerton
East Somerton – wieś w Anglii, w Norfolk. W 1931 wieś liczyła 71 mieszkańców.